# Club des Chefs des Chefs
Club des Chefs des Chefs, en klubb för kockar där Werner Vögeli var hederspresident. Huvudsäte på hemlig ort.